# NTT都市開発
NTT都市開発（エヌティティとしかいはつ、英: NTT Urban Development Corporation）は、東京都千代田区外神田（秋葉原）に本社を置く日本の不動産会社である。NTTアーバンソリューションズの子会社で、NTTグループ唯一の総合不動産会社。

## 概要
1986年にNTTグループの電話局跡地などの遊休地開発を目的に設立された。全国主要都市でのオフィスビル賃貸を主力業務としており、近年ではマンションなどの分譲事業にも参入。総合不動産で売上高が全国12位。

## 事業所
- 本社 - 東京都千代田区外神田四丁目14番1号（秋葉原UDX）
- 支店
  - 北海道支店 - 北海道札幌市中央区
  - 東北支店 - 宮城県仙台市若林区
  - 東海支店 - 愛知県名古屋市中区
  - 京都支店 - 京都府京都市下京区
  - 関西支店 - 大阪府大阪市西区
  - 中国支店 - 広島県広島市中区
  - 九州支店 - 福岡県福岡市中央区

## 沿革
特記なき事項の出典：

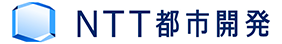
2016年10月から2025年6月まで使用された吉岡徳仁デザインのコーポレートロゴ。

- 1986年1月21日 - エヌ・ティ・ティ都市開発株式会社設立。
- 1988年
  - 10月 - エヌ・ティ・ティ建物株式会社を合併。
  - 12月21日 - 資本金を30億4,300万円から67億1,200万円に増資。
- 1993年
  - 4月 - 株式会社エヌ・ティ・ティ・クレイス及びエヌ・ティ・ティ・アクティブ株式会社を合併。
  - 7月14日 - 資本金を105億6,200万円に増資。
- 1995年
  - 2月 - エヌ・ティ・ティ・エステート株式会社を合併。
  - 3月15日 - 資本金を126億9,900万円に増資。
- 1999年4月1日 - エヌ・ティ・ティ東海不動産株式会社・エヌ・ティ・ティ関西建物株式会社・株式会社エヌ・ティ・ティ・クレド・エヌ・ティ・ティ九州不動産株式会社・株式会社エヌ・ティ・ティ北海道エステートを合併し、資本金を262億9,200万円に増資。
- 2000年 - NTT都市開発ビルサービス株式会社設立。
- 2004年 - 東京証券取引所市場第一部上場。
- 2006年 - NTT都市開発西日本BS株式会社設立。
- 2015年 - NTT都市開発ビルサービス株式会社がNTT都市開発西日本BS株式会社を吸収合併。
- 2011年 - 11月、豪州において宅地開発分譲事業開始
- 2015年 - 11月、株式会社ひらまつと資本業務提携契約を締結
- 2018年
  - 11月28日 - NTTの完全子会社であるNTT-SH株式会社による株式公開買付けが成立[4]。
  - 12月13日 - NTTが保有する全株式をNTT-SHへ現物出資の形で譲渡し、エヌ・ティ・ティ都市開発はNTT-SHの連結子会社となる[5]。
- 2019年
  - 1月8日 - 東京証券取引所市場第一部上場廃止[6]。
  - 1月11日 - 株式売渡請求によりNTT-SHの完全子会社となる[7]。
  - 4月1日 - 親会社のNTT-SHがNTTアーバンソリューションズ準備株式会社に商号変更。
  - 7月1日 - 親会社のNTTアーバンソリューションズ準備がNTTアーバンソリューションズ株式会社に商号変更。
  - 11月18日 - リノベる株式会社との業務提携および出資に関する基本合意を締結[8]。
- 2025年7月1日 - NTT都市開発株式会社に商号変更し、コーポレートロゴを刷新[9]。

## 歴代社長
| 代 | 氏名       | 在任期間        | 出身校           | 備考 |
| -- | ---------- | --------------- | ---------------- | ---- |
| 1  | ?          | 1986年 - ?年    |                  |      |
| ?  | 三田清     | 2001年 - 2007年 |                  |      |
| ?  | 三ツ村正親 | 2007年 - 2013年 | 東京大学法学部   |      |
| ?  | 牧貞夫     | 2013年 - 2017年 | 東京大学経済学部 |      |
| ?  | 中川裕氏   | 2017年 - 2020年 | 京都大学経済学部 |      |
| ?  | 辻上広志   | 2020年 - 2024年 | 東京大学法学部   |      |
| ?  | 池田康     | 2024年 -        | 東京大学法学部   |      |

## 主な実績
| 経団連・JAビル |  | アーバンネット大手町 |
| 経団連・JAビル |  | アーバンネット大手町 |

| グランパークタワー |  | アーバンネット名古屋ビル |
| グランパークタワー |  | アーバンネット名古屋ビル |

| シーバンス |  | アーバンネット池袋ビル |
| シーバンス |  | アーバンネット池袋ビル |

| クレド岡山 |  | 基町クレド |
| クレド岡山 |  | 基町クレド |

| 東京オペラシティ |  | 新風館 |
| 東京オペラシティ |  | 新風館 |

| 大手町ファーストスクウェア |  | アーバンネット日本橋ビル |
| 大手町ファーストスクウェア |  | アーバンネット日本橋ビル |

### ビル
- 秋葉原UDX（東京都千代田区）
- 大手町ファーストスクエア（東京都千代田区）
- UD日比谷ビル（東京都千代田区）
- 大手町一丁目地区第一種市街地再開発事業（第一次、A棟:日経ビル・B棟:JAビル・C棟:（新）経団連会館、大手町カンファレスセンターの4棟）、東京都千代田区）
- グランパークタワー（東京都港区）
- シーバンスN館（東京都港区）
  - 「N」はNTTのN。清水建設も共同で参画し、清水の棟は「S館」。
- 原宿クエスト （東京都渋谷区）
- NTT幕張ビル（千葉市美浜区）
- アーバンネット札幌ビル（札幌市中央区）
- エムズ大通ビル （札幌市中央区）
- アーバンネット五橋ビル（仙台市青葉区）
  - 地階の飲食店部分およびリコージャパン東北営業本部が入居する「ノースエントランス」側（低層階）は「五橋会館」の別名がある。高層階（ドコモ東北ビル竣工前まで、ドコモ東北の本社として使用し、現在はドコモエンジニアリング東北の本社が入居）の入口が「サウスエントランス」となる。
- アーバンネット定禅寺ビル（仙台市青葉区）
- アーバンネット卸町ビル（仙台市若林区）
- アーバンネット日本橋ビル（東京都中央区）
- アーバンネット築地ビル（東京都中央区）
- アーバンネット茅場兜ビル（東京都中央区）
- 晴海四丁目ビル（東京都中央区）
- アーバンネット大手町ビル（東京都千代田区）
- アーバンネット岩本町ビル（東京都千代田区）
- アーバンネット麹町ビル（東京都新宿区）
- アーバンネット三田ビル（東京都港区）
- アーバンネット麻布ビル（東京都港区）
- アーバンネット南麻布ビル（東京都港区）
- 南青山ビル（第1,第2）（東京都港区）
- アーバンネット内幸町ビル（東京都港区）
- アーバンネット市ヶ谷ビル（東京都新宿区）
- アーバンネット五反田ビル（東京都品川区）
- アーバンネット中野ビル（東京都中野区）
- アーバンネット池袋ビル（東京都豊島区）
- アーバンネット大森ビル(東京都大田区）
- シタディーンハーバーフロント横浜（横浜市中区）
- NU関内ビル（横浜市中区）
- アーバンネット静岡追手町ビル（静岡市葵区）
- アーバンネット名古屋ビル（名古屋市東区）
- アーバンネット伏見ビル（名古屋市中区）
- アーバンネット四条烏丸ビル（京都市下京区）
- アーバンネット本町ビル（大阪市中央区）
- アーバンネット仙台中央ビル（宮城県仙台市青葉区）
- アーバンエース北浜ビル（大阪市中央区）
- トレードピア淀屋橋ビル（大阪市中央区）
- アーバンエース肥後橋ビル（大阪市西区）
- アーバンエース阿波座ビル（大阪市西区）
- アーバンエース東天満ビル（大阪市北区）
- アーバンエース枚方ビル（大阪府枚方市）
- アーバンエース三宮ビル（神戸市中央区）
- 神戸駅前JUSTスクエア（神戸市中央区）…サンテレビの新社屋と神戸ホテルジュラクとの複合ビル
- NTTクレド岡山ビル（岡山市北区）
- NTTクレド白島ビル（広島市中区）
- NTTクレド基町ビル（広島市中区）…そごう広島店新館・パセーラ・リーガロイヤルホテル広島で構成される
- NTT-KFビル（福岡市中央区）
- NTT-Tビル（福岡市中央区・岩田屋本店本館 (旧: Z-SIDE)）
- アーバンネット博多ビル（福岡市博多区）

その他多数

### シェアオフィス
- LIFORK大手町（東京都中央区）
- LIFORK秋葉原（東京都千代田区）
- LIFORK秋葉原Ⅱ（東京都千代田区）
- LIFORK南青山（東京都港区）
- LIFORK上北沢（東京都世田谷区）2020年3月閉店
- LIFORK原宿（東京都渋谷区）
- LIFORK川崎（神奈川県川崎市川崎区）2020年3月閉店
- LIFORK久屋大通（愛知県名古屋市東区）
- YUI NOS（ユイノス）（宮城県仙台市）

### 商業
- 東京オペラシティ（東京都新宿区）
- 原宿クエスト（東京都渋谷区）
- プラセオ青山（東京都港区）
- フェスタ麻布（東京都港区）
- 新風館（京都市中京区）
- グランフロント大阪（大阪市北区）
- 代官山T-SITE（東京都渋谷区猿楽町）※協力
- ウィズ原宿（東京都渋谷区）

### 住宅
- 分譲マンションブランド 「ウエリス」
- 賃貸マンション 「アーバンエース＿パル」シリーズ
- ウエリス豊中桃山台 - 敷地に広がる「こもれびテラス」は、第三者認証としてJHEP認証制度における最高ランク(AAA)を受けている。

## 関連会社・施設
- NTTアーバンバリューサポート（旧：NTT都市開発ビルサービス）
- 大手町ファーストスクエア
- 品川シーズンテラスビルマネジメント
- ノックス トゥエンティ ワン
  - クラブノックス麻布 - 日本電信電話（現：NTT）の経営者・関係者が官僚を接待（あるいは「割り勘」「個人払い」で政治家や官僚と会食・懇談[10]）する際に使われる会員制レストラン
- デイ・ナイト
- エネスクエア東京（旧：ディ・エイチ・シー・東京）
- 基町パーキングアクセス
- 東京オペラシティビル
- 東京オペラシティ熱供給
- NTT都市開発投資顧問 - NTT都市開発リート投資法人及びNTT都市開発プライベート投資法人の資産運用会社